# Resolució 912 del Consell de Seguretat de les Nacions Unides
La Resolució 912 del Consell de Seguretat de les Nacions Unides fou adoptada per unanimitat el 21 d'abril de 1994. Després de reafirmar totes les resolucions del Consell de Seguretat sobre la situació a Rwanda, en particular les resolucions 872 (1993) i 909 (1994), el Consell va expressar la seva alarma i condemna a la violència a gran escala al país que va provocar la mort de milers de civils innocents i va proposar un mandat revisat de la Missió d'Assistència de les Nacions Unides per a Ruanda (UNAMIR).
El Consell va expressar la seva commoció pel tiroteig d'un avió amb el president de Ruanda Juvénal Habyarimana i el president de Burundi Cyprien Ntaryamira el 6 d'abril de 1994. A continuació, es va produir un esclat de violència generalitzada en què van morir milers de persones i van provocar el desplaçament d'un nombre significatiu de població ruandesa tant a Ruanda com als països veïns, i un augment del saqueig, bandidisme i alteració de la llei i ordre. Hi va haver preocupació per la seguretat de la UNAMIR i altre personal humanitari i de les Nacions Unides que ajudaven a implementar el procés de pau i distribuïen ajuda humanitària.
El Consell de Seguretat va lamentar l'incident en què van morir els presidents de Ruanda i Burundi i la violència que es va cobrar la vida del primer ministre, ministres de gabinets, funcionaris i milers de civils. Van ser condemnats la violència al voltant de Kigali i els atacs a la UNAMIR en particular. Es va exigir un alto el foc entre el Govern de Ruanda i el Front Patriòtic Ruandès (FPR) i el final de la violència que envoltava el país. En aquest sentit, la mida de la UNAMIR es va reduir i el seu mandat es va ajustar de la manera següent:
(a) fer de mitjancers en un alto el foc;
(b) ajudar a la represa de les operacions d'ajuda humanitària;
(c) controlar i informar sobre els esdeveniments a Ruanda, inclosos els civils que van buscar refugi a la UNAMIR.
Es va decidir que el mandat de la UNAMIR es mantingués sota supervisió a la llum de les novetats i recomanacions del Secretari General de les Nacions Unides Boutros Boutros-Ghali. Els acords d'Arusha eren l'única solució del conflicte a Ruanda, instant a l'Organització de la Unitat Africana (OUA) a continuar els seus esforços en el procés de pau. Es va demanar a la comunitat internacional que continués proporcionant ajuda humanitària. Finalment, es va demanar al Secretari General que informés sobre la situació amb 15 dies al Consell.